# Miao Tian
Miao Tian (chinês: 苗甜, pinyin: Miáo Tián; 18 de janeiro de 1993) é uma remadora chinesa, medalhista olímpica.

## Carreira
Tian conquistou a medalha de bronze nos Jogos Olímpicos de Verão de 2020 em Tóquio com a equipe da China no oito com feminino, ao lado de Guo Linlin, Ju Rui, Li Jingjing, Wang Zifeng, Wang Yuwei, Xu Fei, Zhang Min e Zhang Dechang, com o tempo de 6:01.21.